# 耀华学校礼堂
耀华学校礼堂，简称耀华礼堂，始建于1933年至1935年期间，是天津市耀华中学的礼堂和标志性历史建筑物，位于当时的天津英租界的围墙道（Elgin Road）（现南京路106号），由英商永固工程司设计。耀华学校礼堂在学校建筑中起到了重要的文化和社交功能，是天津近代教育史的重要见证。该建筑体现了近现代建筑技术与艺术审美的有机结合，不仅在建筑艺术上具有价值，也是耀华学校早期校园文化和天津英租界政治、文化活动的重要场所。
目前，耀华学校礼堂是天津市文物保护单位和特殊保护等级历史风貌建筑。

## 历史

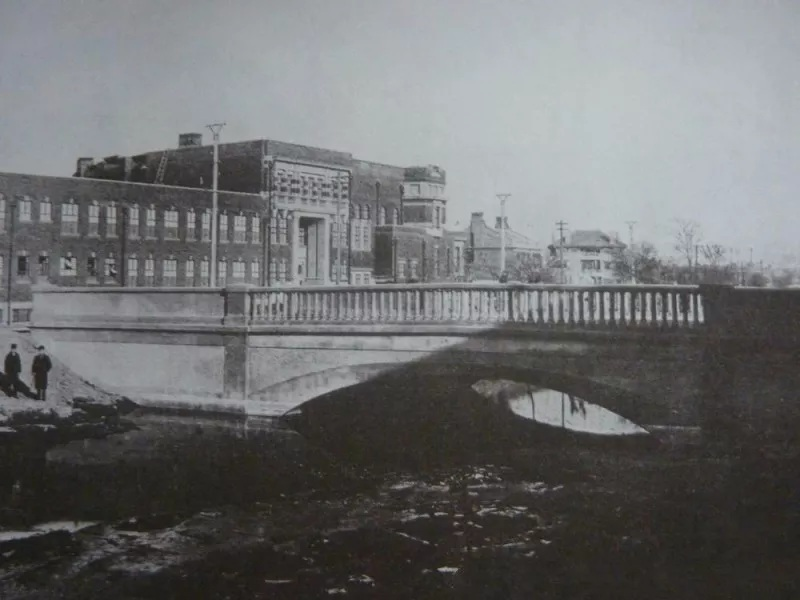
1940年代的耀华学校礼堂

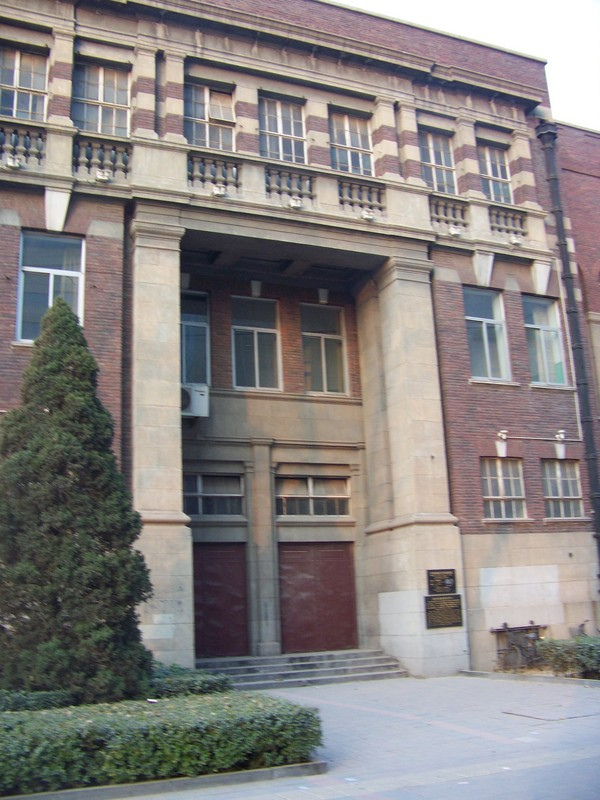
耀华学校礼堂

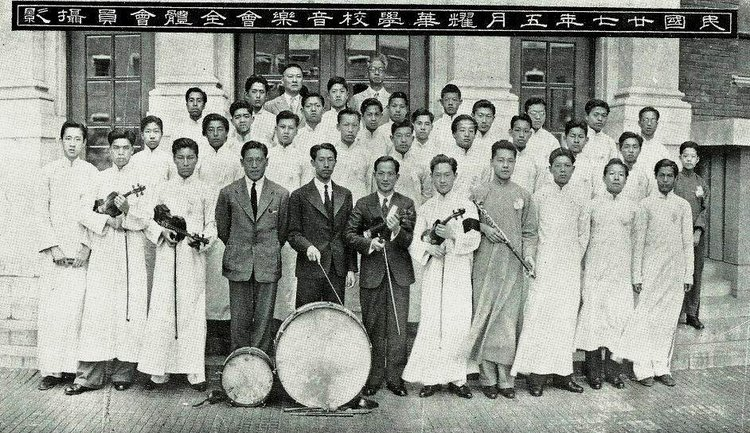
耀华学校音乐会全体会员在礼堂前合影

耀华学校礼堂始建于1933年夏季，1934年11月落成，“惟家具装件配置尚需时日，故该堂实行使用须俟至明春”。1935年4月9日，耀华学校举行礼堂落成开幕典礼。
1936年初，俄国男低音歌唱家费多尔·夏里亚宾在天津举办音乐会，演出地点设于天津英租界的耀华学校礼堂，时任南开大学助教的曹禺、天津音乐界活跃人士的沈湘等众多文艺界人士与音乐爱好者前往聆听、观摩学习。音乐会上，夏里亚宾演唱了《跳蚤之歌》《波斯恋曲》《老班长》《两个掷弹兵》《伏尔加船夫曲》等曲目。4月15日，天津英租界选举人大会第18次常年大会在耀华学校礼堂召开。1936年8月，《天津耀华学校记》和《本校礼堂落成记》石碑嵌入礼堂入口大厅的墙壁，保存至今。
1947年3月30日，天津工商学院管弦乐队曾借用耀华学校礼堂举办“天津工商大学募集助学金音乐演奏会”。

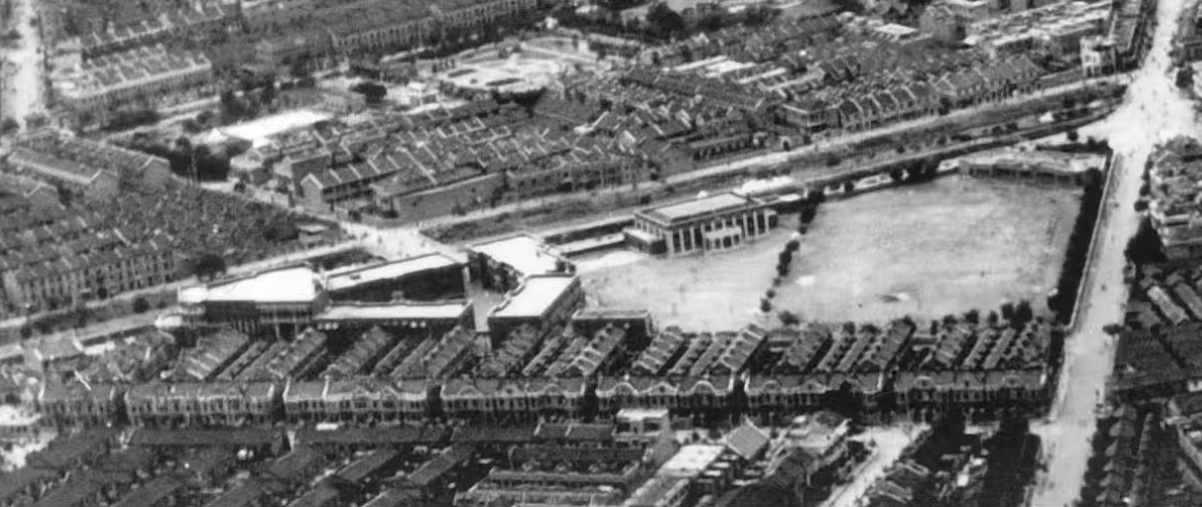
礼堂位于图中耀华学校左端

1949年4月25日，时任中共中央委员会委员的刘少奇在耀华礼堂向天津市各公营工厂职员发表讲话，号召加强团结、发展生产。1950年秋，歌曲《歌唱祖国》在耀华中学礼堂首次唱响，成为该曲创作者王莘先生亲自选定的首演之地。
1951年2月24日，中共天津市委在耀华礼堂举行报告会，时任政务院总理周恩来发表了《关于目前形势的报告》。
1988年，天津市第十六中学复名“天津市耀华中学”，复名大会于同年12月21日耀华礼堂召开。

## 建筑设计

### 设计者

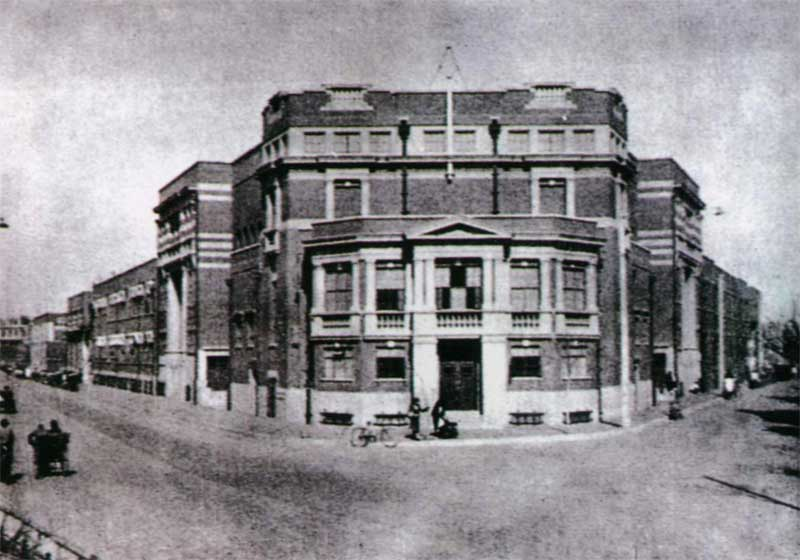
1940年代的耀华礼堂

耀华学校礼堂的设计者英商永固工程司的英国建筑师库克和安德森。库克于1902年毕业于伦敦建筑工程学院，并于1910年前来到中国从事建筑设计工作；安德森则同年毕业于爱丁堡大学建筑系，同样于1910年前来华。安德森最初受委派在中国东北地区负责苏格兰和爱尔兰教会机构的相关事务，随后调至天津开展工作。1912年，他开始为俄国参事会提供技术辅佐，进一步拓展了在华的设计与施工业务。1913年，安德森与库克共同创办了永固工程公司，并成为英国皇家建筑师协会的会员；此外，安德森还曾在英商四大洋行之一的新泰兴洋行任职。两位建筑师在天津的合作十分广泛，他们不仅负责耀华学校礼堂的设计，还共同设计了多座重要建筑，如马大夫纪念医院、伊文思图书大楼、中西女中、惠罗公司等，为天津近代西式建筑的发展作出了突出贡献。

### 建筑风格

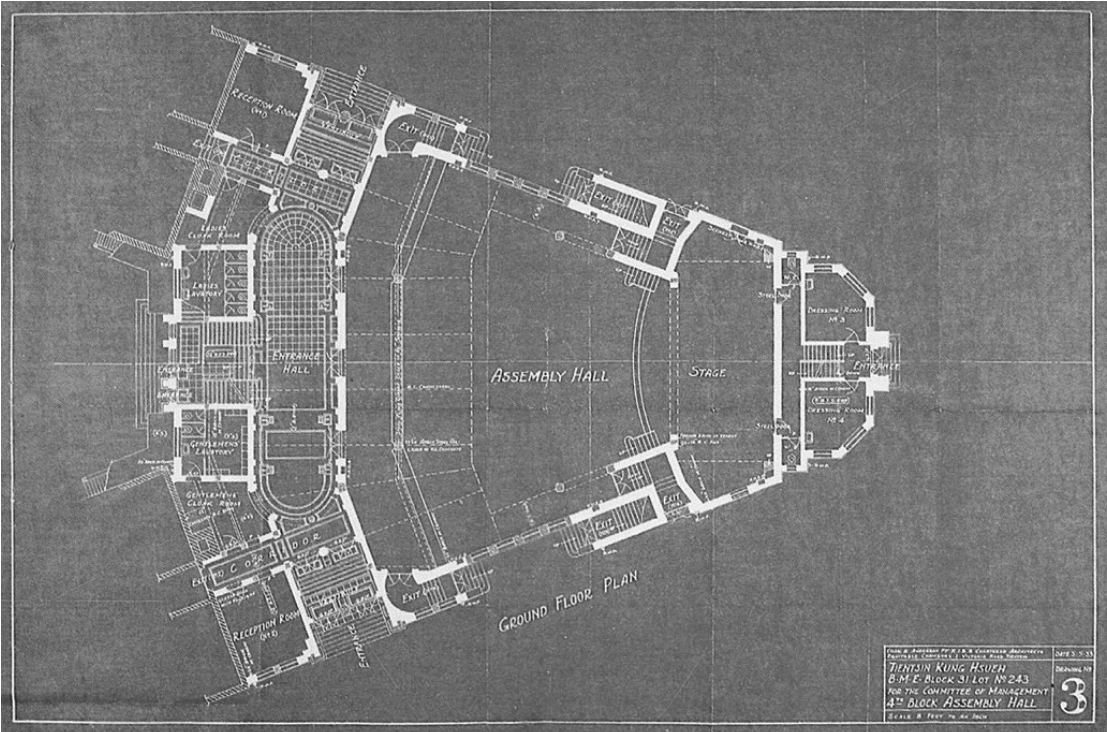
耀华学校礼堂建筑平面设计图

耀华学校礼堂建造于1932年至1935年期间，工程造价约为28万两白银，位于耀华学校校园三角地带的东端。大礼堂为两层砖木结构建筑，设有地下室，其外立面采用红缸砖砌筑，台基、檐口及窗券等部位则运用了水刷石装饰工艺，展现了当时折中主义建筑风格的特点。建筑平面呈扇形布局，并与校园内的第一、第三校舍相连，形成了一个功能齐全的整体空间。礼堂内部设计合理，固定设置了1,270个座位，并配置有前厅、观众厅、舞台、化装室、放映室以及卫生间和仓库等多种附属房间。此外，该大礼堂设有三个互通的入口，既可供校内师生进行日常习礼和集会，也适用于举行讲演及观看影剧等多种公共活动，在当时学校建筑中起到了重要的文化和社交功能，体现了近现代建筑技术与艺术审美的有机结合。

## 建筑遗存与保护

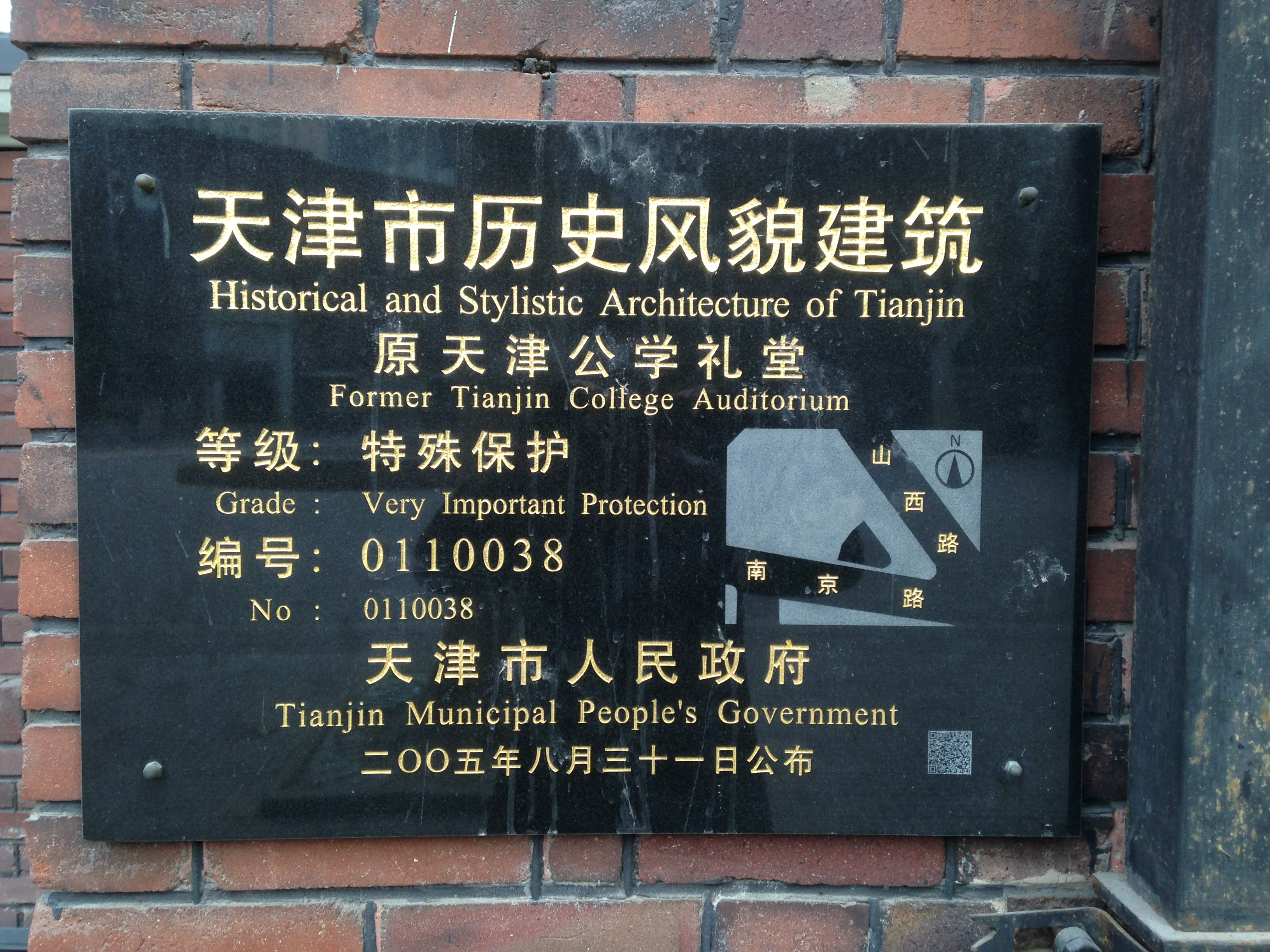
耀华学校礼堂历史风貌建筑铭牌

耀华学校礼堂是天津市耀华中学校园内的一座历史建筑。始建于20世纪30年代，具有典型的中西合璧近代建筑风格，是天津近代教育史的重要见证。该建筑不仅在建筑艺术上具有价值，也是耀华学校早期校园文化和天津英租界政治、文化活动的重要场所。

### 保护名录
1997年6月2日，耀华学校礼堂正式被天津市人民政府认定为天津市文物保护单位，其在文保系统中归类为“近现代重要史迹及代表性建筑”，编号为“3-31”，表明该建筑具有较高的历史、文化和艺术价值，是天津市近代教育史与城市建筑发展史的重要实证。
2006年8月8日，天津市举行了“历史风貌建筑保护铭牌揭幕仪式”，在仪式上，该建筑被授予特殊保护等级，并悬挂了编号为“0110038”的保护标志。此举不仅确认了其作为特殊历史建筑的重要地位，也为公众提供了了解天津历史建筑的窗口。
2021年，天津市文化和旅游局（天津市文物局）公布第一批天津市革命文物名录，耀华学校礼堂作为“解放战争期间攻克国民党守军天津市最后一个据点旧址”被列入名录。

### 争议
2011年8月，天津市教育委员会斥资11,636万元对天津市耀华中学的老校舍和礼堂实实施加固工程，以提升其防震抗灾能力。然而，该工程遭到天津市部分文物保护人士的质疑。对此，耀华中学表示，此次加固工程严格遵循“修旧如旧”原则，旨在提高建筑物的防震抗灾标准，确保师生安全。